# Keisha
Keisha (nascida em 25 de outubro de 1966 em Los Angeles, Califórnia, EUA) é uma ex-modelo erótica e ex-atriz pornográfica.

## Inicio da Vida
Keisha estudou na Westchester High School (Westchester, Califórnia) e se formou em 1984 com a idade de 17.
Ela é multi-étnica. Por parte de seu pai, ela descende de espanhóis, mexicanos e índios americanos. Por parte de sua mãe, possui descendência sueca e inglesa.
Keisha declarou: "sempre fui muito sexual e até mesmo antes de perder minha virgindade (com a idade de 14), eu tinha reputação de vagabunda".
Ela trabalhou como secretária, mas afirma que queria fazer algo mais emocionante. Então, conseguiu um emprego como atendente de tele-sexo. Em fevereiro de 1986, o proprietário da empresa de sexo por telefone onde ela trabalhou, a levou para a cerimônia do Prêmio XRCO, o que levou ao seu início no pornô. "As pessoas continuaram a vir até mim, perguntando se eu era uma atriz e quando respondia que não, eles diziam "Oh, você deveria ser." Mas o que realmente me fisgou, foi quando Traci Lords subiu ao palco e uma amiga que trabalhava comigo na empresa inclinou-se para mim e disse: "Você vê aquela garota? Ela dirige uma Ferrari". Pensei que teria boas experiências e muito dinheiro." Após a premiação, ela conversou com todos, em um esforço para obter mais informações sobre se este seria realmente algo que ela gostaria de fazer. Após cerca de um mês, ela decidiu fazer filmes e ensaios para revistas eróticas.

## Carreira
Em março de 1986, ela apareceu em seu primeiro filme pornô, intitulado Recless Passion, com James Frank e Candie Evans. Uma outra atriz ficou impossibilitada de gravar uma cena e Keisha entrou em para substituí-la.
Em janeiro de 1987, ela começou a trabalhar como uma "dançarina convidada", fazendo aparições em diferentes clubes de striptease em todo os Estados Unidos e Canadá. Ela, em geral, realizava quatro shows por noite, juntamente com sessões de assinatura de autógrafos em que os clientes podiam obter uma foto por uma Polaroid com ela ou uma fotografia de divulgação autografada.
A partir de 1990-1991, ela fez uma pausa nos filmes e se concentrou principalmente na dança exótica. Em sua turnês, ela dançou em cerca de uma a duas semanas por mês e fazia um filme ocasionalmente "apenas para manter algo novo lá fora".
Em 1996, ela ingressou para a faculdade, retirando-se assim, do cinema pornô. Após a formatura, ela voltou à pornografia em 1999.
Keisha é membro de ambos ""Halls of Fame" do AVN e do XRCO e também foi nomeada para o Legends of Erotica Hall of Fame.
De 1986 a 2008, ela apareceu em mais de 225 filmes.

## Vida pessoal
Ela casou-se em 1992.
IMDB
IAFD